# Anthony Zambrano (cantante)
Leonardo Perdomo, más conocido como Anthony Zambrano  (Florencia, Caquetá 22 de febrero de 1980 - Cali, Valle del Cauca 10 de agosto de 2017) fue un reconocido cantante de música norteña y música popular colombiana.

## Biografía
Hijo de Martha Cecilia Zambrano y Ovidio Perdomo Andrade. Nacido en Florencia, capital del departamento del Caquetá, Anthony creció en el barrio Juan XXII, demostró desde joven su talento y pasión por la música. Inició su carrera a los 23 años, destacándose en el género de la música norteña. En 2010 se unió en matrimonio con Leidy Vargas.

## Trayectoria
Conocido por sus temas de amor y despecho. Entre sus éxitos más destacados se encuentran 'La tengo que encontrar', canción que lo dio a conocer a nivel nacional, otros temas musicales como 'Mi destino fue conocerte', 'Voy a conquistarte', 'El Aventurero' y 'Sobredosis', 'Corazón herido' se hicieron populares. En 2016, después de un tiempo alejado de la música por cuestiones personales y familiares, retomó su carrera artística con gran éxito. Grabó 'Voy a Conquistar de Joan Sebastian' y comenzó una gira por todo el país.
Anthony Zambrano también era conocido a nivel internacional. A principios de año, realizó una gira por países como España y Francia, donde su música popular tuvo una gran acogida por el público europeo.

## Muerte
Anthony Zambrano falleció el 19 de agosto de 2017 en un accidente de tránsito mientras viajaba por la vía Cali - Palmira y sus honras fúnebres fueron realizadas en Florencia. En agosto de 2020, se generó controversia ya que su tumba fue profanadahecho que generó consternación a sus familiares y admiradores .